# Kathryn Bradney
 (mai 2022).
Kathryn Bradney est une danseuse née aux États-Unis et travaillant essentiellement en Suisse. Après une carrière internationale en tant que première danseuse, professeur et maître de ballet pour Maurice Béjart (Béjart Ballet Lausanne) de 1986 à 2005, elle ouvre sa propre école de danse classique privée, compagnie de danse et société de production vidéo et s’implique profondément dans le Prix de Lausanne depuis 2006, pour lequel elle est nommée Directrice artistique et exécutive en 2018.

## Biographie
Kathryn Bradney est née aux États-Unis et a suivi ses études à New York. 
Elle est co-directrice de l'Académie de danse Igokat, membre dirigeant de l'ASCI, ainsi que professeur, danseuse et chorégraphe freelance. Elle dirige le Prix de Lausanne depuis 2018. 
Elle est membre et inscrite dans  le registre professionnel des professeurs de Danse Suisse et dans  le registre professionnel de la Fédération Suisse des Écoles de Danse (FSED).

### Principales chorégraphies
Elle a dansé avec les compagnies : Pittsburgh Ballet Théâtre (répertoire Balanchine), New York City Opera Company à Lincoln Center puis au Béjart Ballet Lausanne, où elle a interprété, durant 20 ans, dans le monde entier, les rôles principaux du répertoire Béjart.
En 2001, elle tourne le film One Last Dance avec Patrick Swayze , en 2004, elle chorégraphie le spectacle d'ouverture de l'International Harp Symposium, en 2005 The Musical Soirée, en 2006 Carte Blanche, les Malheurs de Sophie, Soirée Investec.
De 2001 à 2005, elle est maître de ballet, professeur et première danseuse pour le Béjart Ballet Lausanne.
- En 2007, elle chorégraphie et danse, en qualité de première danseuse, la soirée GRAAP «Bal de l'Entraide».
- En 2008, elle est chorégraphe et première danseuse dans le gala Diams pour le Panda Ball, Dentro. Elle travaille en collaboration avec Igor Piovano dans la Belle Hélène pour l'Opéra de Lausanne. Elle est chorégraphe invité au Festival de Danse à Olten.
- En mai 2008 et mai 2009, elle chorégraphie pour l'Académie de danse Igokat, le ballet « Le Fantôme du Château ».
- En mai 2009, elle est chorégraphe et première danseuse dans «Le 6ème Élément» au Théâtre Métropole à Lausanne ainsi que chorégraphe et première danseuse pour le Gala des «Grands Brûlés» au Théâtre de Beaulieu.
- En novembre 2009, elle est première danseuse avec la Compagnie Igokat pour le 2ème anniversaire de la disparition de Maurice Béjart au Teatro Nuovo de Turin et invitée d'honneur du 150ème anniversaire de la province de Coni en Italie.
- En mars 2010,  elle danse pour l’ouverture du Festival de la danse de Lugano.
- En juin 2010 et mai 2011, elle chorégraphie pour l'Académie de danse Igokat, le ballet «Shéhérazade».
- En juin 2010, elle est chorégraphe et première danseuse dans «Tais-toi et Danse» au Théâtre Métropole à Lausanne. Elle est première danseuse invitée pour le gala du Cinevox Junior Company.
- En mai 2011, elle est chorégraphe et première danseuse dans «BD – Ballet Dessiné» au Théâtre de l'Octogone à Pully.
- En octobre 2011, elle est invitée comme première danseuse pour le gala «30 ans de la Terna» en Italie.
- En novembre et décembre 2011, elle est chorégraphe et première danseuse dans «BD – Ballet Dessiné» au Théâtre de Vevey et au Théâtre de l'Octogone à Pully.
- En juin 2012 et 2013, elle chorégraphie pour l'Académie de danse Igokat, le ballet «Chatouille».
- En juillet 2012, elle est première danseuse avec la Compagnie Igokat dans le Gala d'ouverture du festival de Vignale Danza en Italie.
- En novembre et décembre 2012, elle est chorégraphe et première danseuse  avec la Compagnie Igokat dans «Une Chance, un Sourire» à l'Espace Culturel des Terreaux à Lausanne et au Théâtre Marens à Nyon.
- En octobre 2013, elle est chorégraphe et première danseuse avec la Compagnie Igokat dans «Give & Take» à l'Espace Culturel des Terreaux à Lausanne.
- En décembre 2013, elle est première danseuse avec la Compagnie Igokat dans des extraits de «Give & Take» pour la réouverture du Musée Olympique de Lausanne.
- En juin 2014 et juin 2015, elle chorégraphie pour l'Académie de danse Igokat, le ballet «Alice au Pays des Merveilles en 2014 et 2015».
- En octobre et novembre 2014, elle est chorégraphe et première danseuse avec la Compagnie Igokat dans «Vouloir c'est Pouvoir» à l'Espace Culturel des Terreaux à Lausanne.
- En octobre et novembre 2015, elle est chorégraphe et première danseuse avec la Compagnie Igokat dans «dansebook» à l'Espace Culturel des Terreaux à Lausanne.
- En décembre 2015 et janvier 2016, elle est engagée comme chorégraphe pour l'Opéra de Lausanne dans «My fair Lady».
- En janvier 2016, elle est première danseuse avec la Compagnie Igokat dans «dansebook» au Théâtre de Colombier à Neuchâtel.
- En juin 2016, elle chorégraphie pour l'Académie de danse Igokat le ballet «Cendrillon au Grand Bal d'Igokat».
- En novembre 2016, elle est chorégraphe pour la Compagnie Igokat dans «Roméo cherche Juliette» à l'Espace Culturel des Terreaux à Lausanne.

### Enseignement et jury
Depuis 1990, elle est professeur invitée au Béjart Ballet Lausanne compagnie et école, Stuttgart Ballet, Tokyo Ballet, Conservatoire Supérieur de Danse de Cergy-Pontoise à Paris, Dover Dance Academy (USA), Catskill Ballet Theatre (USA), l'Académie de Danse à Florence (Italie), Balletto di Parma (Italie), Ballet du Rhin (France), l'Arena 225 à Zurich, Vevey Youth Ballet (Suisse) ainsi qu'à Séoul (Corée), Beijing et Shanghai (Chine), Taipei (Taiwan), au Prix de Lausanne et à l'AFJD (Suisse).
Elle est membre de jury pour les pré-sélections du Prix de Lausanne depuis 2006 et membre du jury pour l'audition 'Sport-études' à Delémont (mars 2012 et 2013). En juillet 2012, elle devient Monitrice et Coach pour «Jeunesse & Sport» Suisse dans les disciplines gymnastique et danse. Elle devient expert pour le CFC en danse contemporaine à Genève en 2013.
Elle est professeure invitée à la Tanz Akademie Zürich (2009, 2011 et 2012), au concours de danse de Soleure (2009 à 2011), pour l'audition 'Sport-études' du Canton de Genève et professeur principale entre 2011 à 2014 pour le Concours de danse Migros à Zurich.

### Directrice du Prix de Lausanne
En novembre 2017 elle est nommée Directrice Associée du Prix de Lausanne et confirmée comme Directrice Artistique et Exécutive en février 2018.